# Bestuurlijke indeling van Moldavië

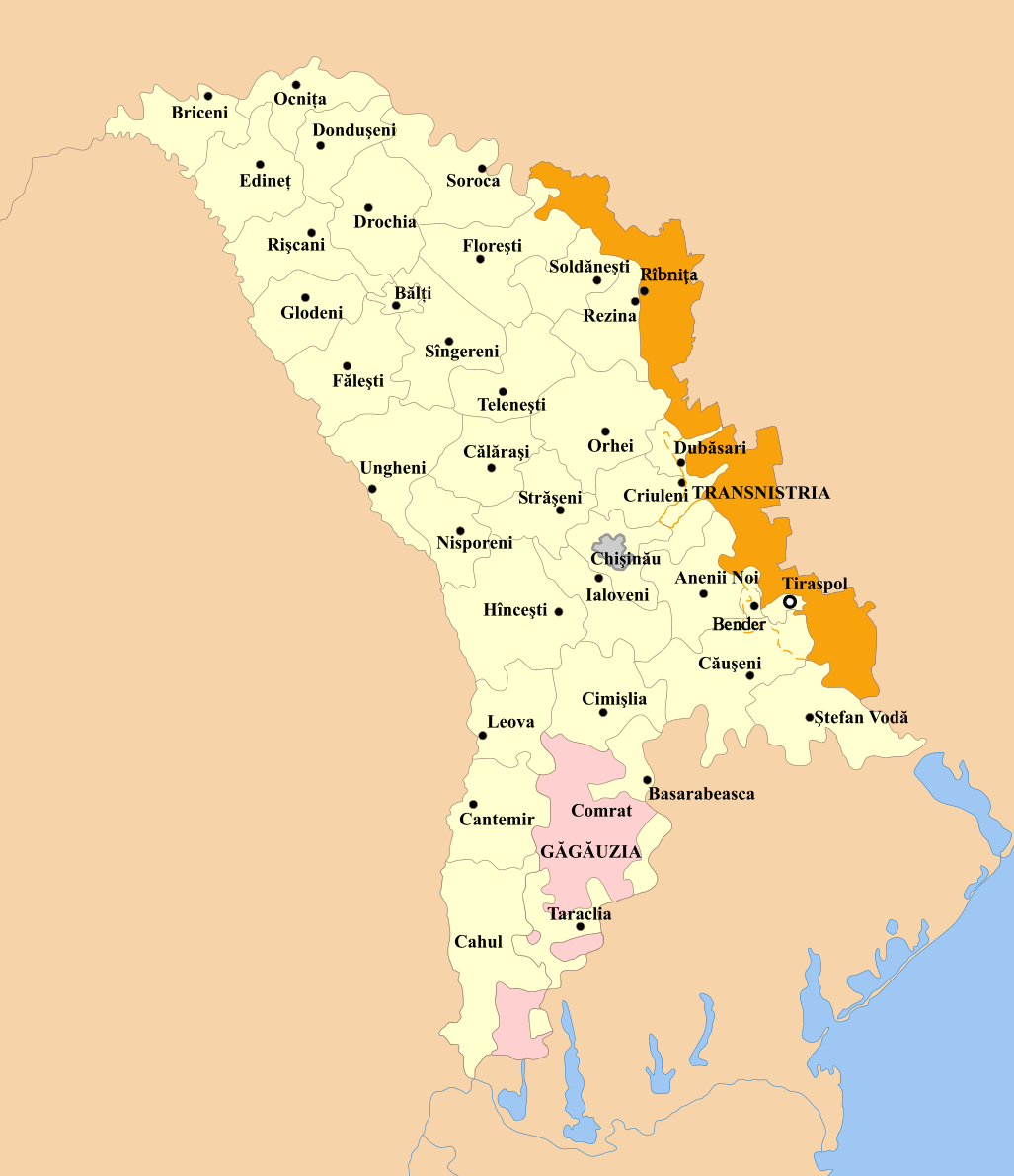
De bestuurlijke indeling van Moldavië

De bestuurlijke indeling van Moldavië bestaat sinds 2003 uit 37 administratief-territoriale eenheden (Roemeens: unitate administrativ-teritorială):
- 32 rajons (Roemeens: Raioane, enkelvoud Raion)
- 3 grote steden (Roemeens: Municipiile, enkelvoud: Municipiu)
- 2 territoriale eenheden (Roemeens: Unitatea Teritorială)

De territoriale eenheden zijn ieder voor zich ook weer verdeeld in districten en grote steden.
De districten en de grote stad Chisinau zijn verder onderverdeeld in:
- steden (Roemeens: Orașe, enkelvoud Oraș)
- gemeenten (Roemeens: Comune, enkelvoud Comună)

Binnen die steden en gemeenten kan sprake zijn ondergeschikte dorpen (Roemeens: Sate subordonate)

## Grote steden
| - Bălți - Bender, v.h. Tighina genaamd - Chisinau (Roem.: Chișinău) |

## Territoriale eenheden
- Gagaoezië (Roem.: Unitatea teritorială autonomă Găgăuzia (UTAG))
- Transnistrië (Roem.: Unitatea teritorială din Stînga Nistrului)

## Districten
| - Anenii Noi - Basarabeasca (Ned.: Bessarabië) - Briceni - Cahul - Călărași - Cantemir - Căușeni - Cimișlia - Criuleni - Dondușeni | - Drochia - Dubăsari - Edineț - Fălești - Florești - Glodeni - Hîncești - Ialoveni - Leova - Nisporeni - Ocnița | - Orhei - Rezina - Rîșcani - Sîngerei - Șoldănești - Soroca - Ștefan Vodă - Strășeni - Taraclia - Telenești - Ungheni |

Een lijst van grote steden, steden en gemeenten is te vinden in Moldavische gemeente.

## Plaatsen
| Plaats                     | Gemeente            | Bestuurlijk deel |
| -------------------------- | ------------------- | ---------------- |
| Acui                       | Baimaclia           | Cantemir         |
| Afanasievca                | Crasnîi Vinogradari | Stînga Nistrului |
| Albinețul Nou              | Albinețul Vechi     | Fălești          |
| Albinița                   | Anenii Noi          | Anenii Noi       |
| Alexăndreni                | Edineț              | Edineț           |
| Alexandrovca               | Crasnîi Octeabri    | Stînga Nistrului |
| Alexandrovca               | Gangura             | Ialoveni         |
| Alexandrovca               | Plopi               | Cantemir         |
| Alexandrovca               | Trifănești          | Florești         |
| Alexandrovca Nouă          | Crasnîi Vinogradari | Stînga Nistrului |
| Alexandru cel Bun          | Volovița            | Soroca           |
| Alexeevca                  | Svetlîi             | Găgăuzia         |
| Alexeuca                   | Cotiujenii Mici     | Sîngerei         |
| Andreevca                  | Chiperceni          | Orhei            |
| Andriașevca Nouă           | Frunză              | Stînga Nistrului |
| Andriașevca Veche          | Frunză              | Stînga Nistrului |
| Anini                      | Lăpușna             | Hîncești         |
| Antonovca                  | Copăceni            | Sîngerei         |
| Antonovca                  | Prajila             | Florești         |
| Armanca                    | Vasileuți           | Rîșcani          |
| Artimonovca                | Javgur              | Cimișlia         |
| Avrămeni                   | Braniște            | Rîșcani          |
| Băcșeni                    | Boldurești          | Nisporeni        |
| Bahmut, loc.st.cf          | Bahmut              | Călărași         |
| Bahu                       | Săseni              | Călărași         |
| Balanul Nou                | Rîșcani             | Rîșcani          |
| Bălășești                  | Răculești           | Criuleni         |
| Balinți                    | Iarova              | Soroca           |
| Balinții Noi               | Iarova              | Soroca           |
| Balmaz                     | Ciobanovca          | Anenii Noi       |
| Bălțata de Sus             | Bălțata             | Criuleni         |
| Bălțați                    | Țipala              | Ialoveni         |
| Băneștii Noi               | Bănești             | Telenești        |
| Baroncea Nouă              | Baroncea            | Drochia          |
| Basarabca                  | Mocra               | Stînga Nistrului |
| Batîc                      | Geamăna             | Anenii Noi       |
| Baurci                     | Chircăieștii Noi    | Căușeni          |
| Beleuți                    | Natalievca          | Fălești          |
| Berezovca                  | Calarașovca         | Ocnița           |
| Beriozchi                  | Anenii Noi          | Anenii Noi       |
| Bezeda                     | Bogdănești          | Briceni          |
| Bezeni                     | Izvoare             | Florești         |
| Bîc                        | Bubuieci            | Chișinău         |
| Bisericani                 | Cuhnești            | Glodeni          |
| Blindești                  | Sculeni             | Ungheni          |
| Bobletici                  | Coșcodeni           | Sîngerei         |
| Bobocica                   | Enichioi            | Cantemir         |
| Bobulești                  | Gura Camencii       | Florești         |
| Bocșa                      | Risipeni            | Fălești          |
| Bocancea-Schit             | Dumbrăvița          | Sîngerei         |
| Bocicăuți                  | Bălcăuți            | Briceni          |
| Bodeni                     | Rotari              | Stînga Nistrului |
| Bogdanovca                 | Iserlia             | Basarabeasca     |
| Bogdanovca Nouă            | Cimișlia            | Cimișlia         |
| Bogdanovca Veche           | Cimișlia            | Cimișlia         |
| Boghenii Vechi             | Boghenii Noi        | Ungheni          |
| Bondareuca                 | Zgărdești           | Telenești        |
| Boroseni                   | Elizavetovca        | Dondușeni        |
| Bosca                      | Comisarovca Nouă    | Stînga Nistrului |
| Boșernița                  | Rezina              | Rezina           |
| Botnăreștii Noi            | Chirca              | Anenii Noi       |
| Braicău                    | Sudarca             | Dondușeni        |
| Brăila                     | Băcioi              | Chișinău         |
| Brănești                   | Ivancea             | Orhei            |
| Brătianovca                | Sărata-Galbenă      | Hîncești         |
| Brătușenii Noi             | Brătușeni           | Edineț           |
| Breanova                   | Morozeni            | Orhei            |
| Brejeni                    | Ciuciuieni          | Sîngerei         |
| Briceva                    | Tîrnova             | Dondușeni        |
| Brînzeni                   | Camenca             | Glodeni          |
| Brînzenii Vechi            | Brînzenii Noi       | Telenești        |
| Bruslachi                  | Hîrtop              | Stînga Nistrului |
| Buciușca                   | Saharna Nouă        | Rezina           |
| Buciumeni, loc.st.cf       | Buciumeni           | Ungheni          |
| Budăi                      | Țipala              | Ialoveni         |
| Budăi                      | Step-Soci           | Orhei            |
| Bularda                    | Dereneu             | Călărași         |
| Bulbocii Noi               | Bulboci             | Soroca           |
| Bulhac                     | Cioropcani          | Ungheni          |
| Bulhac                     | Șumna               | Rîșcani          |
| Buneți                     | Tohatin             | Chișinău         |
| Burghelea                  | Ișcălău             | Fălești          |
| Bursuc                     | Japca               | Florești         |
| Buschi                     | Vărăncău            | Stînga Nistrului |
| Butești                    | Camenca             | Glodeni          |
| Butuceni                   | Trebujeni           | Orhei            |
| Buzduganii de Jos          | Valea Mare          | Ungheni          |
| Buzduganii de Sus          | Valea Mare          | Ungheni          |
| Buzdugeni                  | Burlănești          | Edineț           |
| Căinari, loc.st.cf         | Căinari             | Căușeni          |
| Calfa Nouă                 | Calfa               | Anenii Noi       |
| Calinovca                  | Crasnîi Vinogradari | Stînga Nistrului |
| Camencea                   | Donici              | Orhei            |
| Camencuța                  | Danu                | Glodeni          |
| Căprești                   | Prodănești          | Florești         |
| Carabiber                  | Iserlia             | Basarabeasca     |
| Caracușenii Noi            | Berlinți            | Briceni          |
| Caraiman                   | Frasin              | Dondușeni        |
| Cărpineanca                | Sărata-Galbenă      | Hîncești         |
| Catranîc, loc.st.cf        | Egorovca            | Fălești          |
| Ceapaevca                  | Șalvirii Vechi      | Drochia          |
| Cenușa                     | Roșietici           | Florești         |
| Cepăria                    | Șumna               | Rîșcani          |
| Cerlina                    | Nimereuca           | Soroca           |
| Cernița                    | Mălăiești           | Stînga Nistrului |
| Ceroborta                  | Cruzești            | Chișinău         |
| Cheltuitori                | Tohatin             | Chișinău         |
| Chersac                    | Negureni            | Telenești        |
| Chetrișul Nou              | Chetriș             | Fălești          |
| Chetroasa                  | Hrușova             | Criuleni         |
| Chetroșeni                 | Mirești             | Hîncești         |
| Chetroșica Veche           | Cupcini             | Edineț           |
| Chilișoaia                 | Boldurești          | Nisporeni        |
| Chircani                   | Cucoara             | Cahul            |
| Chirileni                  | Drăgănești          | Sîngerei         |
| Chirilovca                 | Alexeevca           | Florești         |
| Chirilovca                 | Halahora de Sus     | Briceni          |
| Chirilovca                 | Vinogradovca        | Taraclia         |
| Chirov                     | Popencu             | Stînga Nistrului |
| Chițcanii Noi              | Chițcanii Vechi     | Telenești        |
| Chiurt                     | Cupcini             | Edineț           |
| Cihoreni                   | Biești              | Orhei            |
| Cîmpul Drept               | Sărățica Nouă       | Leova            |
| Ciobanca                   | Pănășești           | Strășeni         |
| Ciobanovca                 | Grinăuți            | Rîșcani          |
| Ciofu                      | Zgărdești           | Telenești        |
| Ciolacu Vechi              | Ciolacu Nou         | Fălești          |
| Ciopleni                   | Hrușova             | Criuleni         |
| Ciorna                     | Rezina              | Rezina           |
| Cîrnești                   | Brătuleni           | Nisporeni        |
| Cișmea                     | Pelivan             | Orhei            |
| Ciubara                    | Vasileuți           | Rîșcani          |
| Ciuluc                     | Egorovca            | Fălești          |
| Ciumai                     | Vinogradovca        | Taraclia         |
| Cîzlar                     | Cneazevca           | Leova            |
| Clișcăuți                  | Hincăuți            | Edineț           |
| Clișcăuți                  | Prepelița           | Sîngerei         |
| Clișova Nouă               | Ciocîlteni          | Orhei            |
| Clococenii Vechi           | Balatina            | Glodeni          |
| Coada Iazului              | Bilicenii Vechi     | Sîngerei         |
| Cobasna, loc. st. cf       | Cobasna             | Stînga Nistrului |
| Cobîlea, loc.st.cf         | Cotiujenii Mari     | Șoldănești       |
| Cociulia Nouă              | Băiuș               | Leova            |
| Codreni                    | Vălcineț            | Ocnița           |
| Codrenii Noi               | Frasin              | Dondușeni        |
| Codru                      | Mîndrești           | Telenești        |
| Coicova                    | Doibani I           | Stînga Nistrului |
| Comarovca                  | Natalievca          | Fălești          |
| Congazcicul de Jos         | Congazcicul de Sus  | Găgăuzia         |
| Constantinești             | Gotești             | Cantemir         |
| Constantinovca             | Pervomaisc          | Căușeni          |
| Constantinovca             | Valea Adîncă        | Stînga Nistrului |
| Constantinovca             | Vladimirovca        | Stînga Nistrului |
| Cornești                   | Secăreni            | Hîncești         |
| Coroliovca                 | Sărata-Galbenă      | Hîncești         |
| Cortenul Nou               | Cealîc              | Taraclia         |
| Coșeni                     | Negurenii Vechi     | Ungheni          |
| Coșernița                  | Coșernița           | Florești         |
| Coșnița Nouă               | Comisarovca Nouă    | Stînga Nistrului |
| Costești                   | Ivanovca            | Hîncești         |
| Cot                        | Climăuții de Jos    | Șoldănești       |
| Cot                        | Cuhnești            | Glodeni          |
| Coștangalia                | Ecaterinovca        | Cimișlia         |
| Cotihana                   | Cahul               | Cahul            |
| Cotovca                    | Carmanova           | Stînga Nistrului |
| Cotovca                    | Dobrogea Veche      | Sîngerei         |
| Cozești                    | Grigorăuca          | Sîngerei         |
| Crăciun                    | Lingura             | Cantemir         |
| Crasnaia Besarabia         | Colosova            | Stînga Nistrului |
| Crasnaia Gorca             | Delacău             | Stînga Nistrului |
| Crasnoe                    | Grigoriopol         | Stînga Nistrului |
| Crețoaia                   | Țînțăreni           | Anenii Noi       |
| Cucioaia                   | Ghiliceni           | Telenești        |
| Cucioaia Nouă              | Ghiliceni           | Telenești        |
| Cuconeștii Vechi           | Cuconeștii Noi      | Edineț           |
| Cucuieții Noi              | Alexăndrești        | Rîșcani          |
| Cucuieții Vechi            | Alexăndrești        | Rîșcani          |
| Cucuruzenii de Sus         | Crihana             | Orhei            |
| Cuporani                   | Tigheci             | Leova            |
| Curătura                   | Alcedar             | Șoldănești       |
| Curchi                     | Vatici              | Orhei            |
| Cureșnița                  | Holoșnița           | Soroca           |
| Cureșnița Nouă             | Șolcani             | Soroca           |
| Curtoaia                   | Condrătești         | Ungheni          |
| Cușelăuca                  | Cotiujenii Mari     | Șoldănești       |
| Cuzmenii Vechi             | Pruteni             | Fălești          |
| Dahnovici                  | Bobeica             | Hîncești         |
| Dămășcani                  | Costești            | Rîșcani          |
| Dărcăuții Noi              | Dărcăuți            | Soroca           |
| Decebal                    | Tătărăuca Veche     | Soroca           |
| Dermengi                   | Budăi               | Taraclia         |
| Dimitrova                  | Cîietu              | Cantemir         |
| Dimitrova                  | Crasnencoe          | Stînga Nistrului |
| Dimitrovca                 | Cimișlia            | Cimișlia         |
| Dișcova                    | Puțintei            | Orhei            |
| Dobrogea                   | Sîngera             | Chișinău         |
| Dobrogea Nouă              | Dobrogea Veche      | Sîngerei         |
| Dobrușa                    | Negureni            | Telenești        |
| Doibani II                 | Doibani I           | Stînga Nistrului |
| Doltu                      | Ișcălău             | Fălești          |
| Drăgușeni                  | Bobeica             | Hîncești         |
| Drăgușeni                  | Rădeni              | Strășeni         |
| Drojdieni                  | Șișcani             | Nisporeni        |
| Druța                      | Pociumbeni          | Rîșcani          |
| Drujba                     | Hîrcești            | Ungheni          |
| Drujineni                  | Pruteni             | Fălești          |
| Dubovca                    | Bozieni             | Hîncești         |
| Dudulești                  | Congazcicul de Sus  | Găgăuzia         |
| Duma                       | Dereneu             | Călărași         |
| Dumbrava                   | Trușeni             | Chișinău         |
| Dumbrăveni                 | Vădeni              | Soroca           |
| Dumeni                     | Duruitoarea Nouă    | Rîșcani          |
| Dumitreni                  | Alexeevca           | Florești         |
| Duruitoarea                | Costești            | Rîșcani          |
| Elenovca                   | Tîrnova             | Dondușeni        |
| Elizavetovca               | Zagarancea          | Ungheni          |
| Etulia Nouă                | Etulia              | Găgăuzia         |
| Etulia, loc.st.cf          | Etulia              | Găgăuzia         |
| Evghenievca                | Copăceni            | Sîngerei         |
| Fabrica de Zahăr           | Fălești             | Fălești          |
| Făgădău                    | Ciolacu Nou         | Fălești          |
| Făgădău                    | Văscăuți            | Florești         |
| Făgureni                   | Strășeni            | Strășeni         |
| Făurești                   | Ciorescu            | Chișinău         |
| Fedoreuca                  | Ciocîlteni          | Orhei            |
| Fedoseevca                 | Carmanova           | Stînga Nistrului |
| Feteasca                   | Leușeni             | Hîncești         |
| Fetița                     | Albina              | Cimișlia         |
| Fîntîna Albă               | Parcova             | Edineț           |
| Fîrlădenii Noi             | Fîrlădeni           | Căușeni          |
| Flămînzeni                 | Coșcodeni           | Sîngerei         |
| Flocoasa                   | Ciobalaccia         | Cantemir         |
| Floreni                    | Sculeni             | Ungheni          |
| Florești                   | Buciumeni           | Ungheni          |
| Florești                   | Cobusca Veche       | Anenii Noi       |
| Florica                    | Baccealia           | Căușeni          |
| Floriceni                  | Căinarii Vechi      | Soroca           |
| Floricica                  | Enichioi            | Cantemir         |
| Florițoaia Nouă            | Florițoaia Veche    | Ungheni          |
| Flutura                    | Tîrșiței            | Telenești        |
| Frasin                     | Ivanovca            | Hîncești         |
| Frăsinești                 | Măcărești           | Ungheni          |
| Frumușica                  | Băcioi              | Chișinău         |
| Frumușica                  | Călugăr             | Fălești          |
| Frumușica                  | Cazangic            | Leova            |
| Frumușica                  | Chioselia Mare      | Cahul            |
| Frumușica Nouă             | Frumușica           | Florești         |
| Frunzăuca                  | Hrușca              | Stînga Nistrului |
| Frunzești                  | Prajila             | Florești         |
| Furceni                    | Ivancea             | Orhei            |
| Găleștii Noi               | Gălești             | Strășeni         |
| Găureni                    | Bălănești           | Nisporeni        |
| Găureni                    | Zîmbreni            | Ialoveni         |
| Gavrilovca                 | Copăceni            | Sîngerei         |
| Gherman                    | Sculeni             | Ungheni          |
| Ghermănești                | Suhuluceni          | Telenești        |
| Gherșunovca                | Vărăncău            | Stînga Nistrului |
| Ghioltosu                  | Țiganca             | Cantemir         |
| Ghizdita, loc.st.cf        | Fîntînița           | Drochia          |
| Goian                      | Ciorescu            | Chișinău         |
| Goianul Nou                | Dubău               | Stînga Nistrului |
| Goianul Nou                | Stăuceni            | Chișinău         |
| Gordineștii Noi            | Edineț              | Edineț           |
| Gornoe                     | Micăuți             | Strășeni         |
| Grăseni                    | Todirești           | Ungheni          |
| Greceni                    | Burlăceni           | Cahul            |
| Grigorăuca                 | Bădiceni            | Soroca           |
| Grigorești                 | Alexăndreni         | Sîngerei         |
| Grimești                   | Bogdănești          | Briceni          |
| Grinăuți                   | Dîngeni             | Ocnița           |
| Grinăuți                   | Mihălășeni          | Ocnița           |
| Grinăuți-Raia              | Grinăuți-Moldova    | Ocnița           |
| Grozasca                   | Florițoaia Veche    | Ungheni          |
| Groznița                   | Mihăileni           | Briceni          |
| Gura-Oituz                 | Cotiujenii Mici     | Sîngerei         |
| Gvozdova                   | Gura Camencii       | Florești         |
| Hagichioi                  | Albota de Jos       | Taraclia         |
| Halahora de Jos            | Halahora de Sus     | Briceni          |
| Hănăseni                   | Pleșeni             | Cantemir         |
| Heciul Vechi               | Alexăndreni         | Sîngerei         |
| Heleșteni                  | Marinici            | Nisporeni        |
| Hîjdieni                   | Berezlogi           | Orhei            |
| Hîrbovăț                   | Onișcani            | Călărași         |
| Hîrbovățul Nou             | Anenii Noi          | Anenii Noi       |
| Hîrtop                     | Ghindești           | Florești         |
| Hîrtop                     | Albota de Jos       | Taraclia         |
| Hîrtop                     | Băiuș               | Leova            |
| Hîrtop                     | Pistruieni          | Telenești        |
| Hîrtop                     | Plopi               | Cantemir         |
| Hîrtop                     | Scumpia             | Fălești          |
| Hîrtopul Mic               | Hîrtopul Mare       | Criuleni         |
| Hitrești                   | Sărata Veche        | Fălești          |
| Hlinaia Mică               | Rotunda             | Edineț           |
| Holoșnița Nouă             | Palanca             | Drochia          |
| Homuteanovca               | Gangura             | Ialoveni         |
| Horjești                   | Cărpineni           | Hîncești         |
| Horodca                    | Drăgușenii Noi      | Hîncești         |
| Hristoforovca              | Pîrlița             | Ungheni          |
| Hrubna Nouă                | Taxobeni            | Fălești          |
| Hulboaca                   | Ghetlova            | Orhei            |
| Hulboaca                   | Grătiești           | Chișinău         |
| Humulești                  | Bubuieci            | Chișinău         |
| Hutulu                     | Lebedenco           | Cahul            |
| Huzun                      | Micleușeni          | Strășeni         |
| Iachimeni                  | Constantinovca      | Edineț           |
| Iagorlîc                   | Goian               | Stînga Nistrului |
| Ialpug                     | Hîrtop              | Cimișlia         |
| Iantarnoe                  | Rașcov              | Stînga Nistrului |
| Iasnaia Poleana            | Doina               | Cahul            |
| Iepureni                   | Cania               | Cantemir         |
| Iezărenii Noi              | Iezărenii Vechi     | Sîngerei         |
| Iliciovca                  | Șalvirii Vechi      | Drochia          |
| Inculeț                    | Zorile              | Orhei            |
| India                      | Butor               | Stînga Nistrului |
| Inundeni                   | Vasilcău            | Soroca           |
| Ion Vodă                   | Ciutulești          | Florești         |
| Iorjnița                   | Cosăuți             | Soroca           |
| Isăicani                   | Valea-Trestieni     | Nisporeni        |
| Iurievca                   | Gradiște            | Cimișlia         |
| Ivănești                   | Alexăndrești        | Rîșcani          |
| Ivanovca                   | Crasnencoe          | Stînga Nistrului |
| Ivanovca                   | Iserlia             | Basarabeasca     |
| Ivanovca                   | Natalievca          | Fălești          |
| Ivanovca                   | Sevirova            | Florești         |
| Izvoare                    | Pohrebeni           | Orhei            |
| Izvoreni                   | Boghenii Noi        | Ungheni          |
| Jeloboc                    | Piatra              | Orhei            |
| Jora de Jos                | Jora de Mijloc      | Orhei            |
| Jora de Sus                | Jora de Mijloc      | Orhei            |
| Larga                      | Zolotievca          | Anenii Noi       |
| Larga Veche                | Larga Nouă          | Cahul            |
| Lazo                       | Alava               | Ștefan Vodă      |
| Lazo                       | Hăsnășenii Noi      | Drochia          |
| Leca                       | Antonești           | Cantemir         |
| Lelina                     | Salcia              | Șoldănești       |
| Leordoaia                  | Hîrcești            | Ungheni          |
| Leordoaia                  | Hîrjauca            | Călărași         |
| Leuntea                    | Grădinița           | Căușeni          |
| Lidovca                    | Alexeevca           | Ungheni          |
| Lipovăț                    | Balatina            | Glodeni          |
| Lipovanca                  | Bilicenii Noi       | Sîngerei         |
| Lîsaia Gora                | Ulmu                | Stînga Nistrului |
| Livezi                     | Cremenciug          | Soroca           |
| Logănești                  | Drăsliceni          | Criuleni         |
| Lopatna                    | Jora de Mijloc      | Orhei            |
| Lucăceni                   | Horești             | Fălești          |
| Lucășeuca                  | Seliște             | Orhei            |
| Lugovoe                    | Regina Maria        | Soroca           |
| Luminița                   | Valea-Trestieni     | Nisporeni        |
| Lunga Nouă                 | Crasnîi Vinogradari | Stînga Nistrului |
| Lupa-Recea                 | Codreanca           | Strășeni         |
| Lupăria                    | Malinovscoe         | Rîșcani          |
| Măcăreuca                  | Cotova              | Drochia          |
| Măgura                     | Pietrosu            | Fălești          |
| Măgura Nouă                | Pietrosu            | Fălești          |
| Măgureanca                 | Scumpia             | Fălești          |
| Mahala                     | Corjova             | Dubăsari         |
| Maiovca                    | Ocnița              | Ocnița           |
| Maiscoe                    | Iliciovca           | Florești         |
| Mălăiești                  | Bălăbănești         | Criuleni         |
| Mălăiești                  | Gălășeni            | Rîșcani          |
| Mălăieștii Noi             | Bălăbănești         | Criuleni         |
| Mălcăuți                   | Dărcăuți            | Soroca           |
| Mana                       | Seliște             | Orhei            |
| Mărășești                  | Cubolta             | Sîngerei         |
| Mărcăuții Noi              | Mărcăuți            | Briceni          |
| Marchet                    | Pogănești           | Hîncești         |
| Mărdăreuca                 | Boșcana             | Criuleni         |
| Marian                     | Hîrtop              | Stînga Nistrului |
| Marianca de Sus            | Zaim                | Căușeni          |
| Marienfeld                 | Ialpujeni           | Cimișlia         |
| Mărinești                  | Ciutulești          | Florești         |
| Mărinești                  | Sîngereii Noi       | Sîngerei         |
| Mărtinești                 | Greblești           | Strășeni         |
| Maximeni                   | Javgur              | Cimișlia         |
| Medeleni                   | Petrești            | Ungheni          |
| Meșeni                     | Iargara             | Leova            |
| Merenești                  | Chițcani            | Căușeni          |
| Mereni                     | Albina              | Cimișlia         |
| Mihăilenii Noi             | Vasileuți           | Rîșcani          |
| Mihailovca                 | Prajila             | Florești         |
| Mihailovca                 | Prepelița           | Sîngerei         |
| Mihailovca Nouă            | Hîrjău              | Stînga Nistrului |
| Mihălașa                   | Telenești           | Telenești        |
| Mihălașa Nouă              | Telenești           | Telenești        |
| Mileștii Noi               | Răzeni              | Ialoveni         |
| Mincenii de Sus            | Mincenii de Jos     | Rezina           |
| Mîndra                     | Hîrjauca            | Călărași         |
| Mîndra                     | Ratuș               | Telenești        |
| Mîndreștii Noi             | Bilicenii Noi       | Sîngerei         |
| Mînzătești                 | Hîrcești            | Ungheni          |
| Mircești                   | Boghenii Noi        | Ungheni          |
| Mirnoe                     | Ciobanovca          | Anenii Noi       |
| Mirnoe                     | Vinogradovca        | Taraclia         |
| Mîrzaci                    | Mîrzești            | Orhei            |
| Mîrzoaia                   | Iurceni             | Nisporeni        |
| Misovca                    | Gangura             | Ialoveni         |
| Moara Domnească            | Viișoara            | Glodeni          |
| Mocearovca                 | Carmanova           | Stînga Nistrului |
| Mocreachi                  | Hîrtop              | Stînga Nistrului |
| Moșeni                     | Vasileuți           | Rîșcani          |
| Moldoveanca                | Logofteni           | Fălești          |
| Molești                    | Camenca             | Glodeni          |
| Molochișul Mic             | Vadul Turcului      | Stînga Nistrului |
| Morenii Vechi              | Valea Mare          | Ungheni          |
| Morovaia                   | Trebujeni           | Orhei            |
| Movileni                   | Cuhnești            | Glodeni          |
| Munteni                    | Lipoveni            | Cimișlia         |
| Negurenii Noi              | Agronomovca         | Ungheni          |
| Nicolaevca                 | Chișcăreni          | Sîngerei         |
| Nicolaevca                 | Cuhureștii de Sus   | Florești         |
| Nicolaevca                 | Danu                | Glodeni          |
| Nicolaevca                 | Găvănoasa           | Cahul            |
| Nicolaevca                 | Hănășenii Noi       | Leova            |
| Nicolaevca                 | Scumpia             | Fălești          |
| Nicolaevca                 | Zolotievca          | Anenii Noi       |
| Nicolscoe                  | Vladimirovca        | Stînga Nistrului |
| Niorcani                   | Tătărăuca Veche     | Soroca           |
| Nistreni                   | Lalova              | Rezina           |
| Noroceni                   | Ghetlova            | Orhei            |
| Novaci                     | Tuzara              | Călărași         |
| Novaia Jizni               | Ofatinți            | Stînga Nistrului |
| Novaia Nicolaevca          | Mănoilești          | Ungheni          |
| Novocotovsc                | Frunză              | Stînga Nistrului |
| Novosavițcaia, loc. st. cf | Frunză              | Stînga Nistrului |
| Novovladimirovca           | Bîcioc              | Stînga Nistrului |
| Obreja Nouă                | Obreja Veche        | Fălești          |
| Ocnița-Țărani              | Zorile              | Orhei            |
| Ocnița-Răzeși              | Cucuruzeni          | Orhei            |
| Octeabriscoe               | Țambula             | Sîngerei         |
| Octeabriscoe               | Moșana              | Dondușeni        |
| Octeabriscoe               | Văscăuți            | Florești         |
| Odaia                      | Alcedar             | Șoldănești       |
| Odaia                      | Șișcani             | Nisporeni        |
| Odobești                   | Valea-Trestieni     | Nisporeni        |
| Ohrincea                   | Criuleni            | Criuleni         |
| Onești                     | Zăbriceni           | Edineț           |
| Orehovca                   | Salcia              | Taraclia         |
| Oricova                    | Călărași            | Călărași         |
| Pașcani                    | Manta               | Cahul            |
| Paicu                      | Zîrnești            | Cahul            |
| Paladea                    | Bîrlădeni           | Ocnița           |
| Palanca                    | Hîrjauca            | Călărași         |
| Pălăria                    | Țambula             | Sîngerei         |
| Parcani                    | Răciula             | Călărași         |
| Păruceni                   | Seliște             | Nisporeni        |
| Păscăuți                   | Costești            | Rîșcani          |
| Paustova                   | Lipnic              | Ocnița           |
| Pavlovca                   | Larga               | Briceni          |
| Pelinia, loc.st.cf         | Pelinia             | Drochia          |
| Pepenii Noi                | Pepeni              | Sîngerei         |
| Pereni                     | Pașcani             | Hîncești         |
| Pervomaisc                 | Lenin               | Stînga Nistrului |
| Pervomaisc                 | Pompa               | Fălești          |
| Petrești, loc.st.cf        | Petrești            | Ungheni          |
| Petropavlovca              | Grigorăuca          | Sîngerei         |
| Petrovca                   | Copăceni            | Sîngerei         |
| Piatra Albă                | Mileștii Mici       | Ialoveni         |
| Pîcalova                   | Andreevca           | Stînga Nistrului |
| Picus                      | Ochiul Roș          | Anenii Noi       |
| Pietrosul Nou              | Făleștii Noi        | Fălești          |
| Pînzărenii Noi             | Pînzăreni           | Fălești          |
| Piscărești                 | Sîrcova             | Rezina           |
| Pistruienii Noi            | Pistruieni          | Telenești        |
| Pitești                    | Beștemac            | Leova            |
| Plop                       | Baccealia           | Căușeni          |
| Pobeda                     | Colosova            | Stînga Nistrului |
| Pobeda                     | Lenin               | Stînga Nistrului |
| Pocșești                   | Donici              | Orhei            |
| Pocrovca                   | Ciolacu Nou         | Fălești          |
| Podoimița                  | Podoima             | Stînga Nistrului |
| Podul Lung                 | Sipoteni            | Călărași         |
| Pohrebea                   | Coșnița             | Dubăsari         |
| Pohrebea Nouă              | Comisarovca Nouă    | Stînga Nistrului |
| Poiana                     | Boghenii Noi        | Ungheni          |
| Poiana                     | Hincăuți            | Edineț           |
| Pojarna                    | Sinești             | Ungheni          |
| Popeștii Noi               | Petreni             | Drochia          |
| Popovca                    | Lingura             | Cantemir         |
| Popovca                    | Natalievca          | Fălești          |
| Porumbeni                  | Pașcani             | Criuleni         |
| Prioziornoe                | Frunză              | Stînga Nistrului |
| Pripiceni-Curchi           | Pripiceni-Răzeși    | Rezina           |
| Prisaca                    | Hîrtop              | Cimișlia         |
| Prodăneștii Vechi          | Ștefănești          | Florești         |
| Proscureni                 | Costești            | Rîșcani          |
| Rădulenii Noi              | Alexeevca           | Florești         |
| Rămăzan                    | Rîșcani             | Rîșcani          |
| Răscăieții Noi             | Răscăieți           | Ștefan Vodă      |
| Rassvet                    | Bucovăț             | Strășeni         |
| Ratuș                      | Drăsliceni          | Criuleni         |
| Răuțelul Nou               | Hiliuți             | Fălești          |
| Răzălăi                    | Pepeni              | Sîngerei         |
| Recești                    | Dobrușa             | Șoldănești       |
| Rediul de Jos              | Albinețul Vechi     | Fălești          |
| Rediul de Sus              | Albinețul Vechi     | Fălești          |
| Rediul Mare                | Grinăuți-Moldova    | Ocnița           |
| Reteni                     | Braniște            | Rîșcani          |
| Reteni-Vasileuți           | Braniște            | Rîșcani          |
| Revaca                     | Sîngera             | Chișinău         |
| Rezina                     | Mănoilești          | Ungheni          |
| Rîngaci                    | Cepeleuți           | Edineț           |
| Roșcani                    | Pereni              | Rezina           |
| Roșcanii de Jos            | Ghiduleni           | Rezina           |
| Roșcanii de Sus            | Ghiduleni           | Rezina           |
| Roghi                      | Molovata Nouă       | Dubăsari         |
| Rogojeni, loc.st.cf        | Rogojeni            | Șoldănești       |
| Roșița                     | Albota de Sus       | Taraclia         |
| Roșieticii Vechi           | Roșietici           | Florești         |
| Romanovca                  | Cornești            | Ungheni          |
| Romanovca                  | Pepeni              | Sîngerei         |
| Rublenița Nouă             | Rublenița           | Soroca           |
| Rujnița                    | Bîrlădeni           | Ocnița           |
| Rumeanțev                  | Doina               | Cahul            |
| Rusca                      | Lăpușna             | Hîncești         |
| Ruseni                     | Anenii Noi          | Anenii Noi       |
| Ruseștii Vechi             | Ruseștii Noi        | Ialoveni         |
| Ruslanovca                 | Vasilcău            | Soroca           |
| Saca                       | Ghelăuza            | Strășeni         |
| Sacarovca                  | Drăgănești          | Sîngerei         |
| Sadaidacul Nou             | Porumbrei           | Cimișlia         |
| Sadchi                     | Caterinovca         | Stînga Nistrului |
| Sagaidac                   | Bălțata             | Criuleni         |
| Sagaidacul de Sus          | Bălțata             | Criuleni         |
| Săghieni                   | Alexeevca           | Ungheni          |
| Saharna                    | Saharna Nouă        | Rezina           |
| Salcia                     | Botnărești          | Anenii Noi       |
| Sălcuța Nouă               | Cîrnățenii Noi      | Căușeni          |
| Șalvirii Noi               | Palanca             | Drochia          |
| Samurza                    | Cealîc              | Taraclia         |
| Sărăței                    | Hîrjău              | Stînga Nistrului |
| Sărățica Veche             | Tomaiul Nou         | Leova            |
| Sărata Nouă                | Sărata Veche        | Fălești          |
| Sărata-Mereșeni            | Mereșeni            | Hîncești         |
| Sărăteni                   | Cotul Morii         | Hîncești         |
| Sărătenii Noi              | Ratuș               | Telenești        |
| Sătuc                      | Pelinei             | Cahul            |
| Scăieni                    | Izvoare             | Florești         |
| Schinenii Noi              | Schineni            | Soroca           |
| Schinoasa                  | Țibirica            | Călărași         |
| Schinoșica                 | Lipoveni            | Cimișlia         |
| Secărenii Noi              | Secăreni            | Hîncești         |
| Seliște                    | Cazangic            | Leova            |
| Seliștea Nouă              | Tuzara              | Călărași         |
| Selișteni                  | Valea-Trestieni     | Nisporeni        |
| Semeni                     | Zagarancea          | Ungheni          |
| Semionovca                 | Mingir              | Hîncești         |
| Șendreni                   | Vărzărești          | Nisporeni        |
| Șercani                    | Pohrebeni           | Orhei            |
| Șestaci                    | Prepelița           | Sîngerei         |
| Sergheuca                  | Pervomaiscoe        | Drochia          |
| Serghieni                  | Cuhnești            | Glodeni          |
| Șevcenco                   | Mocra               | Stînga Nistrului |
| Șicovăț                    | Morenii Noi         | Ungheni          |
| Sîrbești                   | Ciutulești          | Florești         |
| Sirota                     | Crihana             | Orhei            |
| Slobazia-Recea             | Recea               | Rîșcani          |
| Slobodca                   | Ruseni              | Edineț           |
| Slobozia Nouă              | Tătărăuca Veche     | Soroca           |
| Slobozia-Chișcăreni        | Chișcăreni          | Sîngerei         |
| Slobozia-Cremene           | Vărăncău            | Soroca           |
| Slobozia-Hodorogea         | Biești              | Orhei            |
| Slobozia-Horodiște         | Horodiște           | Rezina           |
| Slobozia-Măgura            | Bursuceni           | Sîngerei         |
| Slobozia-Medveja           | Medveja             | Briceni          |
| Slobozia-Vărăncău          | Vărăncău            | Soroca           |
| Sloveanca                  | Bălășești           | Sîngerei         |
| Șmalena                    | Andreevca           | Stînga Nistrului |
| Sobari                     | Cremenciug          | Soroca           |
| Socii Noi                  | Călugăr             | Fălești          |
| Socii Vechi                | Călugăr             | Fălești          |
| Socola                     | Vadul-Rașcov        | Șoldănești       |
| Socoleni                   | Anenii Noi          | Anenii Noi       |
| Socolovca                  | Rotari              | Stînga Nistrului |
| Sofievca                   | Albota de Sus       | Taraclia         |
| Șofranovca                 | Cîșla               | Cantemir         |
| Solnecinoe                 | Camenca             | Stînga Nistrului |
| Soloneț                    | Stoicani            | Soroca           |
| Șoltoaia                   | Ciolacu Nou         | Fălești          |
| Soroca                     | Iabloana            | Glodeni          |
| Spicoasa                   | Burlacu             | Cahul            |
| Stălinești                 | Corestăuți          | Ocnița           |
| Stanislavca                | Lenin               | Stînga Nistrului |
| Ștefănești                 | Tănătarii Noi       | Căușeni          |
| Stețcani                   | Miclești            | Criuleni         |
| Stejăreni                  | Lozova              | Strășeni         |
| Stîrcea                    | Glodeni             | Glodeni          |
| Stîrceni                   | Vărvăreuca          | Florești         |
| Știubeieni                 | Vasileuți           | Rîșcani          |
| Stohnaia                   | Rezina              | Rezina           |
| Stolniceni                 | Cioropcani          | Ungheni          |
| Străisteni                 | Băcioi              | Chișinău         |
| Strîmbeni                  | Onești              | Hîncești         |
| Suhaia Rîbnița             | Cobasna             | Stînga Nistrului |
| Suhat                      | Baimaclia           | Cantemir         |
| Surchiceni                 | Baimaclia           | Căușeni          |
| Șurii Noi                  | Șuri                | Drochia          |
| Suvorovca                  | Pompa               | Fălești          |
| Sverdiac                   | Recea               | Rîșcani          |
| Sverida                    | Onișcani            | Călărași         |
| Tabăra                     | Vatici              | Orhei            |
| Tălăiești                  | Crasnoarmeiscoe     | Hîncești         |
| Taraclia                   | Plopi               | Cantemir         |
| Taraclia                   | Sadîc               | Cantemir         |
| Tarasova                   | Solonceni           | Rezina           |
| Tătărășeni                 | Pleșeni             | Cantemir         |
| Tătărăuca Nouă             | Tătărăuca Veche     | Soroca           |
| Tăura Nouă                 | Tăura Veche         | Sîngerei         |
| Țahnăuți                   | Țareuca             | Rezina           |
| Țapoc                      | Natalievca          | Fălești          |
| Țărăncuța                  | Chioselia           | Cantemir         |
| Teleșeuca Nouă             | Teleșeuca           | Dondușeni        |
| Telița Nouă                | Telița              | Anenii Noi       |
| Țepilova                   | Ocolina             | Soroca           |
| Țiganca Nouă               | Țiganca             | Cantemir         |
| Țîghira                    | Negurenii Vechi     | Ungheni          |
| Țipletești                 | Alexăndreni         | Sîngerei         |
| Țiplești                   | Alexăndreni         | Sîngerei         |
| Țipordei                   | Cuhureștii de Jos   | Florești         |
| Țipova                     | Lalova              | Rezina           |
| Țîra                       | Ghindești           | Florești         |
| Țîra, loc.st.cf            | Ghindești           | Florești         |
| Tîrzieni                   | Mălăiești           | Orhei            |
| Tocmagiu                   | Teiu                | Stînga Nistrului |
| Todirești                  | Chetrosu            | Anenii Noi       |
| Țolica                     | Enichioi            | Cantemir         |
| Tolocănești                | Tătărăuca Veche     | Soroca           |
| Tomeștii Noi               | Balatina            | Glodeni          |
| Tomeștii Vechi             | Balatina            | Glodeni          |
| Trestieni                  | Colicăuți           | Briceni          |
| Tretești                   | Zîrnești            | Cahul            |
| Tricolici                  | Baccealia           | Căușeni          |
| Trifănești                 | Heciul Nou          | Sîngerei         |
| Trifeștii Noi              | Moscovei            | Cahul            |
| Troița                     | Vozneseni           | Leova            |
| Troița Nouă                | Ciobanovca          | Anenii Noi       |
| Troian                     | Vozneseni           | Leova            |
| Tudorești                  | Tartaul de Salcie   | Cahul            |
| Uiutnoe                    | Frunză              | Stînga Nistrului |
| Ulmul Mic                  | Ulmu                | Stînga Nistrului |
| Unchitești                 | Cuhureștii de Sus   | Florești         |
| Unchitești, loc.st.cf      | Cuhureștii de Sus   | Florești         |
| Unteni                     | Horești             | Fălești          |
| Ursari                     | Buda                | Călărași         |
| Ursoaia                    | Lebedenco           | Cahul            |
| Ursoaia Nouă               | Tănătarii Noi       | Căușeni          |
| Ușurei                     | Răcăria             | Rîșcani          |
| Văduleni                   | Budești             | Chișinău         |
| Vadul-Leca                 | Căzănești           | Telenești        |
| Vadul-Leca Nou             | Căzănești           | Telenești        |
| Valea                      | Cremenciug          | Soroca           |
| Valea Coloniței            | Dolinnoe            | Criuleni         |
| Valea Florii               | Sărata-Galbenă      | Hîncești         |
| Valea lui Vlad             | Dumbrăvița          | Sîngerei         |
| Valea Nîrnovei             | Ciutești            | Nisporeni        |
| Valea Norocului            | Izvoare             | Sîngerei         |
| Valea Rădoaiei             | Nicolaevca          | Florești         |
| Valea Rusului              | Pruteni             | Fălești          |
| Valea Satului              | Dolinnoe            | Criuleni         |
| Valea Verde                | Grădinița           | Căușeni          |
| Vancicăuți                 | Cepeleuți           | Edineț           |
| Vanțina                    | Pîrlița             | Soroca           |
| Vanțina Mică               | Pîrlița             | Soroca           |
| Vasilievca                 | Cocieri             | Dubăsari         |
| Vasilievca                 | Sovietscoe          | Stînga Nistrului |
| Verejeni                   | Lencăuți            | Ocnița           |
| Vesioloe                   | Șipca               | Stînga Nistrului |
| Veverița                   | Hîrcești            | Ungheni          |
| Victoria                   | Sărăteni            | Leova            |
| Victorovca                 | Ciobalaccia         | Cantemir         |
| Viișoara                   | Purcari             | Ștefan Vodă      |
| Vîlcele                    | Toceni              | Cantemir         |
| Vîprova                    | Puțintei            | Orhei            |
| Vladimireuca               | Copăceni            | Sîngerei         |
| Vladimirovca               | Găvănoasa           | Cahul            |
| Vladimirovca               | Popencu             | Stînga Nistrului |
| Voitovca                   | Cuzmin              | Stînga Nistrului |
| Voloave                    | Parcani             | Soroca           |
| Volodeni                   | Bleșteni            | Edineț           |
| Voroteț                    | Chiperceni          | Orhei            |
| Vrănești                   | Sîngerei            | Sîngerei         |
| Vrănești                   | Taxobeni            | Fălești          |
| Vulcănești                 | Ciorești            | Nisporeni        |
| Vulcănești, loc.st.cf      | Vulcănești          | Găgăuzia         |
| Vulpești                   | Mănoilești          | Ungheni          |
| Zahareuca                  | Sărătenii Vechi     | Telenești        |
| Zahorna                    | Chițcani            | Căușeni          |
| Zahorna                    | Dobrușa             | Șoldănești       |
| Zăicani                    | Ratuș               | Telenești        |
| Zăicanii Noi               | Ratuș               | Telenești        |
| Zaim, loc.st.cf            | Zaim                | Căușeni          |
| Zamciogi                   | Rădeni              | Strășeni         |
| Zaporojeț                  | Mocra               | Stînga Nistrului |
| Zarojeni                   | Gura Căinarului     | Florești         |
| Zăzuleni                   | Popencu             | Stînga Nistrului |
| Zăzulenii Noi              | Agronomovca         | Ungheni          |
| Zăzulenii Vechi            | Negurenii Vechi     | Ungheni          |
| Zloți, loc.st.cf           | Codreni             | Cimișlia         |
| Zolonceni                  | Criuleni            | Criuleni         |
| Zviozdocica                | Ucrainca            | Căușeni          |

## Voormalige indeling (1999 - 2003)
Tot februari 2003 bestond de bestuurlijke indeling van Moldavië uit 13 administratief-territoriale eenheden (Roem.: unitate administrativ-teritorială): 10 departementen (județ), 1 hoofdstedelijk gebied (municipiu), 2 territoriale eenheden (unitatea teritorială). In totaal waren er 728 gemeenten, waarvan 65 met stadstitel.
- Departement Bălți (Județul Bălți), 82 gemeenten, waarvan met stadstitel: Bălți, Biruința, Costești, Fălești, Glodeni, Rîșcani en Sîngerei.
- Departement Cahul (Județul Cahul), 44 gemeenten, waarvan met stadstitel: Cahul en Cantemir.
- Departement Chisinau (Județul Chișinău, 91 gemeenten, waarvan met stadstitel: Anenii Noi, Bucovăț, Criuleni, Ialoveni en Strășeni.
- Departement Edineț (Județul Edineț), 76 gemeenten, waarvan met stadstitel: Briceni, Cupcini, Dondușeni, Edineț, Frunză, Lipcani, Ocnița en Otaci.
- Departement Lăpușna (Județul Lăpușna), 63 gemeenten, waarvan met stadstitel: Basarabeasca, Cimișlia, Hîncești, Iargara en Leova.
- Departement Orhei (Județul Orhei), 73 gemeenten, waarvan met stadstitel: Orhei, Rezina, Șoldănești en Telenești.
- Departement Soroca (Județul Soroca), 62 gemeenten, waarvan met stadstitel: Drochia, Florești, Ghindești, Mărculești en Soroca.
- Departement Taraclia (Județul Taraclia), 10 gemeenten, waarvan met stadstitel: Taraclia.
- Departement Tighina (Județul Tighina), 48 gemeenten, waarvan met stadstitel: Bender, Căinari, Căușeni en Ștefan Vodă.
- Departement Ungheni (Județul Ungheni), 56 gemeenten, waarvan met stadstitel: Călărași, Cornești, Nisporeni en Ungheni.
- Stad Chisinau (Municipiul Chișinău), 18 gemeenten, waarvan met stadstitel: Chișinău, Codru, Cricova, Durlești, Sîngera, Vadul lui Vodă en Vatra.
- Autonome territoriale eenheid Gagaoezië (Unităţii teritoriale autonome Găgăuzia), 26 gemeenten, waarvan met stadstitel: Ceadîr-Lunga, Comrat en Vulcănești.
- Eenheid met speciale autonomie Transnistrië (Unitățile din Stînga Nistrului, condiții speciale de autonomie), 79 gemeenten, waarvan met stadstitel: Camenca, Crasnoe, Dnestrovsc, Dubăsari, Grigoriopol, Maiac, Rîbnița, Slobozia, Tiraspol en Tiraspolul Nou.

## Voormalige indeling (1995 - 1998)
Tot 1998 bestond de bestuurlijke indeling van Moldavië uit 43 administratief-territoriale eenheden (Roem.: unitate administrativ-teritorială): 38 districten (raion), 4 stedelijke gebieden (municipiu), 1 autonome territoriale eenheid (unitatea teritorială autonomă ). In totaal waren er 988 gemeenten, waarvan 65 met stadstitel.
- District Anenii Nou (Raionul Anenii Noi), 28 gemeenten, waarvan met stadstitel: Anenii Noi.
- District Basarabeasca (Raionul Basarabeasca), 8 gemeenten, waarvan met stadstitel: Basarabeasca.
- District Briceni (Raionul Briceni), 28 gemeenten, waarvan met stadstitel: Briceni en Lipcani.
- District Cahul (Raionul Cahul), 25 gemeenten, waarvan met stadstitel: Cahul.
- District Camenca (Raionul Camenca), 26 gemeenten, waarvan met stadstitel: Camenca.
- District Cantemir (Raionul Cantemir), 30 gemeenten, waarvan met stadstitel: Cantemir.
- District Căinari (Raionul Căinari), 18 gemeenten, waarvan met stadstitel: Căinari.
- District Călărași (Raionul Călărași), 28 gemeenten, waarvan met stadstitel: Călărași.
- District Căușeni (Raionul Căușeni), 18 gemeenten, waarvan met stadstitel: Căușeni.
- District Cimișlia (Raionul Cimișlia), 23 gemeenten, waarvan met stadstitel: Cimișlia.
- District Criuleni (Raionul Criuleni), 27 gemeenten, waarvan met stadstitel: Criuleni.
- District Dondușeni (Raionul Dondușeni), 29 gemeenten, waarvan met stadstitel: Dondușeni.
- District Drochia (Raionul Drochia), 24 gemeenten, waarvan met stadstitel: Drochia.
- District Dubăsari (Raionul Dubăsari), 21 gemeenten, waarvan met stadstitel: Dubăsari.
- District Edineț (Raionul Edineț), 29 gemeenten, waarvan met stadstitel: Cupcini en Edineț.
- District Fălești (Raionul Fălești), 30 gemeenten, waarvan met stadstitel: Fălești.
- District Florești (Raionul Florești), 29 gemeenten, waarvan met stadstitel: Florești, Ghindești en Mărculești.
- District Glodeni (Raionul Glodeni ), 19 gemeenten, waarvan met stadstitel: Glodeni.
- District Grigoriopol (Raionul Grigoriopol), 16 gemeenten, waarvan met stadstitel: Grigoriopol en Maiac.
- District Hîncești (Raionul Hîncești), 37 gemeenten, waarvan met stadstitel: Hîncești.
- District Ialoveni (Raionul Ialoveni), 22 gemeenten, waarvan met stadstitel: Ialoveni.
- District Leova (Raionul Leova), 24 gemeenten, waarvan met stadstitel: Iargara en Leova.
- District Nisporeni (Raionul Nisporeni), 28 gemeenten, waarvan met stadstitel: Nisporeni.
- District Otaci (Raionul Otaci), 22 gemeenten, waarvan met stadstitel: Frunză, Ocnița en Otaci.
- District Orhei (Raionul Orhei), 35 gemeenten, waarvan met stadstitel: Orhei.
- District Rezina (Raionul Rezina), 27 gemeenten, waarvan met stadstitel: Rezina.
- District Rîbnița (Raionul Rîbnița), 23 gemeenten, waarvan met stadstitel: Rîbnița.
- District Rîșcani (Raionul Rîșcani), 29 gemeenten, waarvan met stadstitel: Costești en Rîșcani.
- District Sîngerei (Raionul Sîngerei), 25 gemeenten, waarvan met stadstitel: Biruința en Sîngerei.
- District Slobozia (Raionul Slobozia), 16 gemeenten, waarvan met stadstitel: Crasnoe en Slobozia.
- District Soroca (Raionul Soroca), 30 gemeenten, waarvan met stadstitel: Soroca.
- District Strășeni (Raionul Strășeni), 25 gemeenten, waarvan met stadstitel: Bucovăț en Strășeni.
- District Șoldănești (Raionul Șoldănești), 23 gemeenten, waarvan met stadstitel: Șoldănești.
- District Ștefan Vodă (Raionul Ștefan Vodă), 24 gemeenten, waarvan met stadstitel: Ștefan Vodă.
- District Taraclia (Raionul Taraclia), 16 gemeenten, waarvan met stadstitel: Taraclia.
- District Telenești (Raionul Telenești), 31 gemeenten, waarvan met stadstitel: Telenești.
- District Ungheni (Raionul Ungheni), 33 gemeenten, waarvan met stadstitel: Cornești, en Ungheni.
- District Vulcănești (Raionul Vulcănești), 12 gemeenten, waarvan geen met stadstitel.
- Stedelijk gebied Chisinau (Municipiul Chișinău), 15 gemeenten, waarvan met stadstitel: Chișinău, Codru, Cricova, Durlești, Sîngera, Vadul lui Vodă en Vatra.
- Stedelijk gebied Bălți (Municipiul Bălți), 2 gemeenten, waarvan met stadstitel: Bălți.
- Stedelijk gebied Bender (Municipiul Bender), 3 gemeenten, waarvan met stadstitel: Bender.
- Stedelijk gebied Tiraspol (Municipiul Tiraspol), 4 gemeenten, waarvan met stadstitel: Dnestrovsc, Tiraspol en Tiraspolul Nou.
- Autonome territoriale eenheid Gagaoezië (Unităţii teritoriale autonome Găgăuzia), 26 gemeenten, waarvan met stadstitel: Ceadîr-Lunga, Comrat en Vulcănești.